# Abades (Ponte de Lima)
Abades era, em 1747, uma aldeia portuguesa da freguesia de São Martinho da Gandra, termo de Ponte de Lima. No eclesiástico estava subordinada ao Arcebispado de Braga, e no secular à Comarca de Viana, pertencendo à Província do Minho.